# Dipartimento di General José de San Martín
General San Martín è un dipartimento argentino, situato al nord della provincia di Salta, con capoluogo Tartagal.
Esso confina a nord e a ovest con la repubblica della Bolivia, a est con il dipartimento di Rivadavia e a sud con quello di Orán.
Secondo il censimento del 2010, su un territorio di 16.257 km², la popolazione ammontava a 156.910 abitanti, con un aumento demografico del 12,7% rispetto al censimento del 2001.
Il dipartimento, nel 2001, era suddiviso in 6 comuni (municipios):
- Aguaray
- Embarcación
- General Ballivián
- General Mosconi
- Profesor Salvador Mazza
- Tartagal